# King Missile
King Missile ist eine Alternative-Rock-Band aus den USA. King Missile existiert seit 1986 in verschiedenen Erscheinungsformen um Sänger und Lyriker John S. Hall und war zeitweise der wirtschaftliche Anker des Labels Shimmy Disc.
Musikalisch bewegt sich die Band meist in den Bereichen von Rock, Hard Rock und experimentellem Rock. Die Texte von John S. Hall sind witzige oder ironische Betrachtungen, düstere Geschichten mit latentem Horror und Drogenvisionen oder Geschichten über sexuelle Obsessionen, die Hall entweder singt oder  zur Musik spricht.
Zu ihren bekanntesten Stücken zählen der Alternative-Radio-Hit Detachable Penis (über die Vor- und Nachteile eines abnehmbaren Penis) und Martin Scorsese (eine Hommage an den Regisseur voller absurder Gewaltphantasien). 

## Besetzung
King Missile
- John S. Hall – Gesang
- Dave Rick – Gitarre
- Chris Xefos – Bass, Keyboard, Begleitgesang, Percussion
- Roger Murdock – Schlagzeug, Percussion, Keyboard

King Missile III ("King Missile the Third", 1998 bis heute):
- John S. Hall – Gesang
- Sasha Forte – Bass, Violine, Gitarre, Keyboard, Begleitgesang
- Bradford Reed – Pencilina, Schlagzeug, Percussion, Synthesizer, Begleitgesang

## Diskografie
als King Missile (Dog Fly Religion)
- 1987: Fluting on the Hump
- 1988: They

als King Missile
- 1990: Mystical Shit
- 1991: The Way to Salvation
- 1992: Happy Hour
- 1994: King Missile

als King Missile III
- 1998: Failure
- 2002: The Psychopathology of Everyday Life
- 2004: Royal Lunch